# Coll Nord de Subenuix
El Coll Nord de Subenuix és una collada que es troba en el terme municipal d'Espot,a la comarca del Pallars Sobirà, i dins del Parc Nacional d'Aigüestortes i Estany de Sant Maurici.

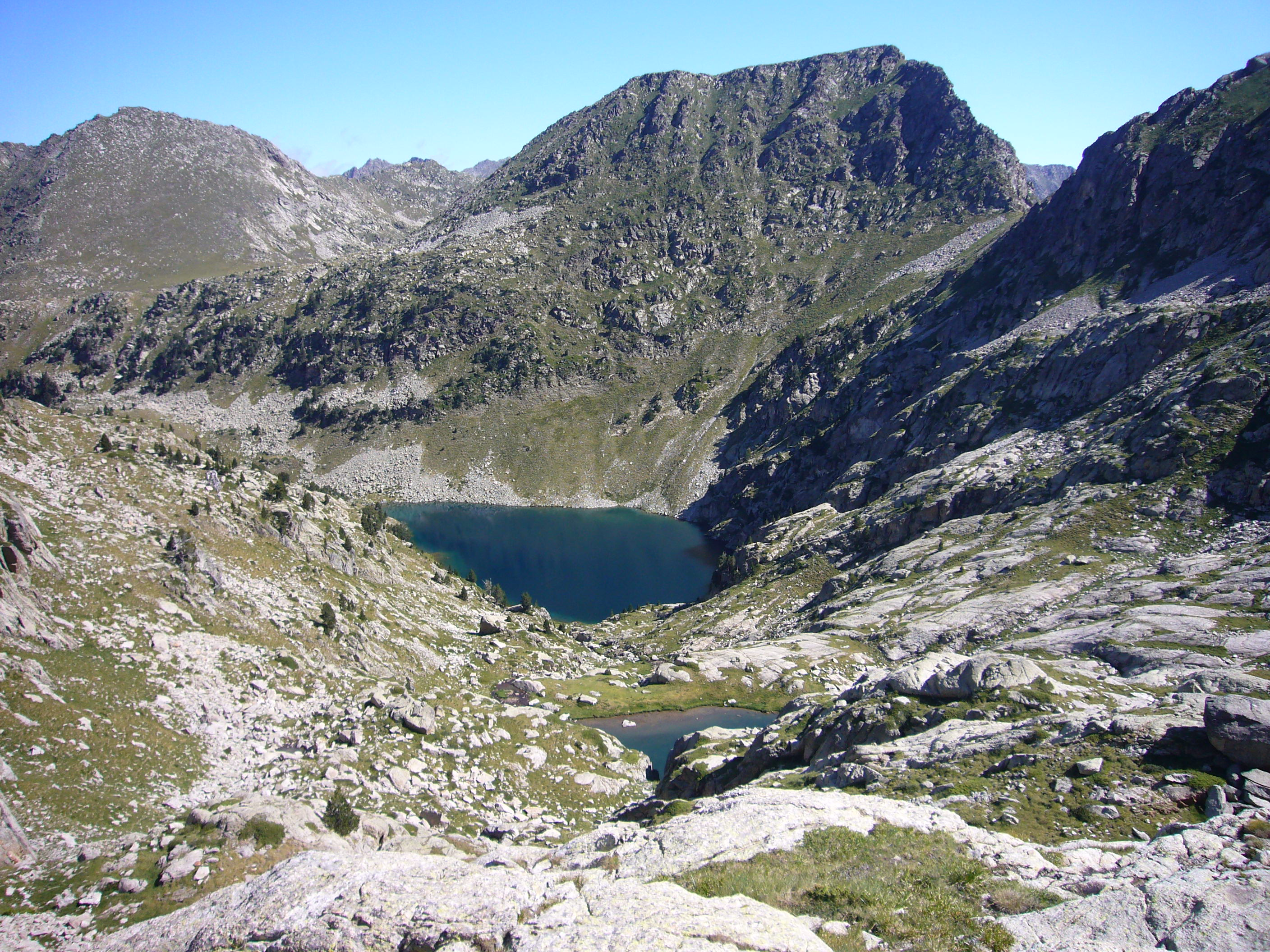
Estany Nere i, d'esquerra a dreta: Pic del Portarró, Portarró d'Espot, Agulla del Portarró i Coll Nord de Subenuix, vistos des de la Coma dels Pescadors.

«El nom pot referir-se a l'important pontarró pel qual el camí ral del Portarró travessa el riu de Subenuix (del basc zubi, pont i -uix, referint-se a les diverses parts i zones d'aquesta vall)».
El coll està situat a 2.508,6 metres d'altitud, entre l'Agulla del Portarró al nord i el Pic Inferior de Subenuix al sud; comunica la Coma dels Pescadors (O) i la Vall de Subenuix (E).

## Rutes[3]
- Dues són les opcions pel vessant occidental de la Vall de Sant Nicolau:
  - Des de l'Estany Nere: vorejant la seva riba septentrional i ascendir fins a la collada.
  - Des del Portarró d'Espot rodejant pel sud l'Agulla del Portarró.
- També són dues les alternatives per l'occidental Vall de Subenuix:
  - La septentrional, busca el coll des de l'extrem sud de l'Estany de Subenuix.
  - La meridional, ho fa des de la riba occidental de l'Estany Xic de Subenuix.